# 荒川 (山梨県)
荒川（あらかわ）は、山梨県の主に甲府市を流れる富士川水系の一級河川である。

## 概要
山梨市北西部の関東山地・国師岳を源流とし、山梨市と甲府市の市境をほぼ南側へ流れて甲府市内に入る。上流側は昇仙峡を中心とした景勝地のほか、金櫻神社などの神社や寺院が点在している。甲府盆地内に入ると南西側へ向きを変え一時的に甲斐市へ流れるが、すぐに南東側へ向きを変え甲府市と甲斐市の市境を辿る形で流れる。山梨県道6号甲府韮崎線（通称：穂坂路）と交差した所で甲斐市と別れ、荒川橋手前で相川と合流する。その後は南下し新平和通り・新々平和通りと並行する形で流れ、中央自動車道および新山梨環状道路を超えたあたりで笛吹川と合流する。

## 歴史

### 荒川と「忘川」
文化11年（1814年）に成立した甲斐国の総合地誌である『甲斐国志』古跡部第七によれば、「荒川」の川名の由来について「荒ノ言ハ暴ナリ其ノ水暴流スルヨリ起リシ名ナルベシ」と記している。また、『甲斐国志』では『夫木和歌抄』などを引用して、壬生忠岑ら平安時代の和歌には甲斐国の歌枕として「忘川」を詠んだ歌を紹介している。ところが、甲斐において「忘川」と呼ばれる川は存在しないため、「忘川」が指す河川については諸説ある。この問題について、宝永3年（1706年）の荻生徂徠『峡中紀行』では「忘川」は「荒川」を指し、「忘」は「荒」の草書が似ている点を指摘した。また、安政7年（1860年）の加賀美遠清『甲陽随筆』では御勅使川に比定されるとした。
これに対し、『甲斐国志』では徂徠説・加賀美遠清説を退け、地元では川の名を口にしているので草書が似ていても川の名を変えることはありえないと指摘し、「忘川」の比定については現在では河川の枯渇や流路変更により不明であるとしている。

### 中世の荒川

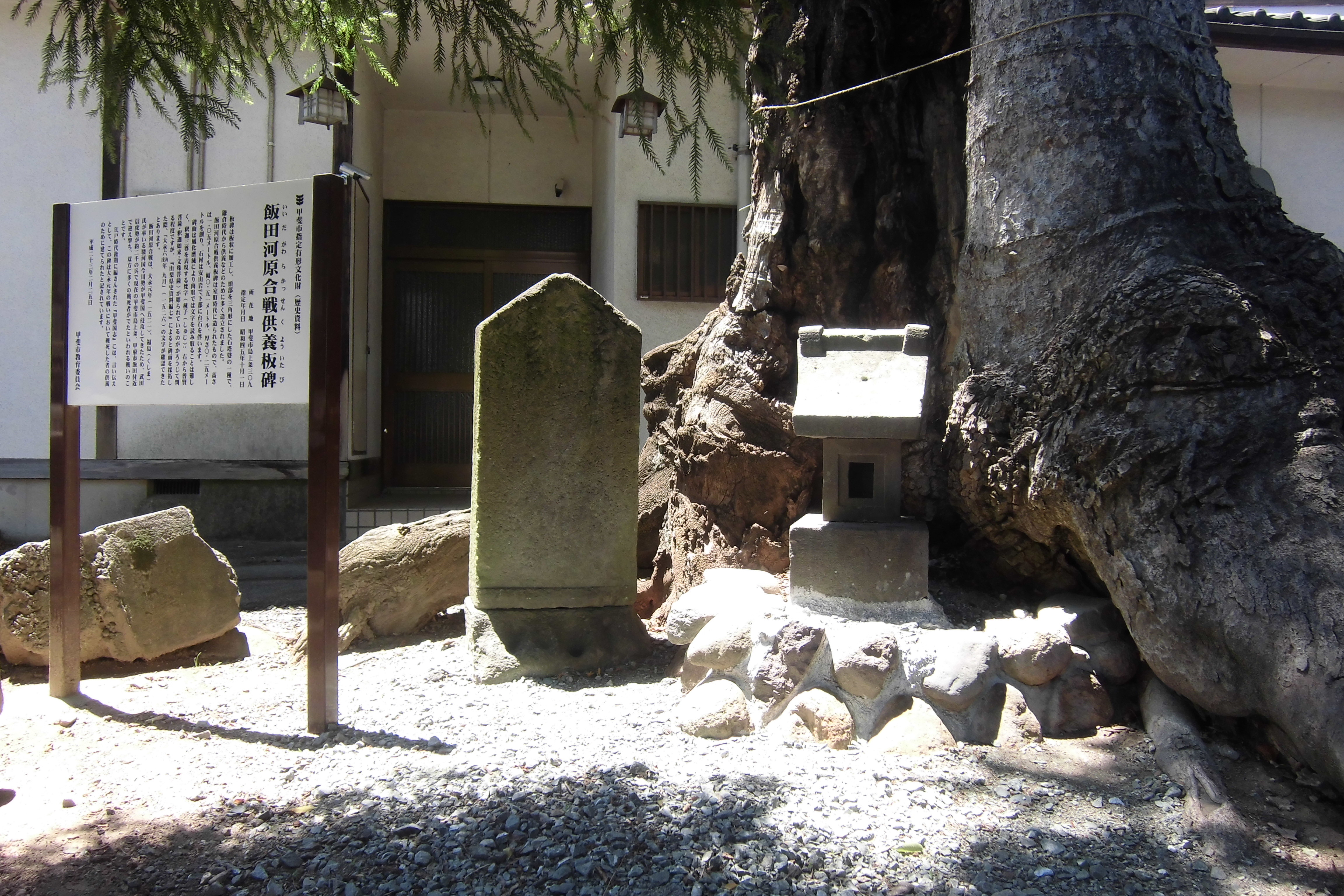
甲斐市島上条に鎮座する八幡神社境内の飯田河原合戦供養板碑

荒川流域の甲府市飯田・池田・千塚・甲斐市島上条一帯は「飯田河原」と称された。『王代記』によれば、大永元年（1521年）2月には駿河国の今川氏の武将・福島正成が甲斐へ侵攻する福島乱入事件が発生する。『高白斎記』によれば、駿州往還から北上した福島勢は3月16日に南アルプス市戸田の富田城を攻略し、甲斐市竜地に布陣すると荒川を挟んで甲斐守護・武田信虎勢と対峙するが、10月16日に飯田河原の戦いにおいて敗退する。信虎はさらに11月23日に甲斐市島上条一帯の上条河原の戦いで福島勢を撃退し、甲斐から駆逐した。

### 荒川の川漁
江戸時代には甲斐国の名産として鮎が知られ、宝暦2年（1752年）の『裏見寒話』や嘉永3年（1850年）の『甲斐廼手振』では笛吹川・釜無川とともに荒川の鮎が名産として記されている。
江戸後期（19世紀）の「甲斐名所寿古六」（「甲州文庫」）では甲斐の名所・産物のとして「忘川 船」が記され、忘川における鵜飼の様子が描かれている。甲斐国における鵜飼は笛吹川における石和鵜飼や、幕末期の制作と考えられている『甲州道中図屏風』における桂川の鵜飼が知られる。石和鵜飼や桂川の鵜飼は漁師が直接川へ入り鵜飼を行う「徒歩鵜飼」と呼ばれる類例の少ない事例であるのに対し、「甲斐名所寿古六」には「忘川」の鵜飼が描かれ、日本各地の鵜飼に一般的な漁師が船へ乗り込み鵜飼を行う「船鵜飼」として描かれている。現在でもあまり釣れないが鯉やブラックバスなどが生息しているため釣り人には身近な釣りスポットのようだ。ハヤや上流にはヤマメやイワナが生息している

## 治水
日本三大急流の一つである富士川水系の荒川も例外ではなく大雨で増水するとよく水害をもたらした。特に甲府市中心部を流れることからその被害は甚大で、1959年（昭和34年）に襲来した伊勢湾台風では甲府市街地に多大な被害をもたらしている。一方で河道が市街地中心部を流れている関係で川幅拡幅が困難であったことから上流部に治水ダムを建設する方針を取り、1986年（昭和61年）に荒川ダムが完成した。また2008年（平成20年）より洪水予報の実施河川に指定されている。

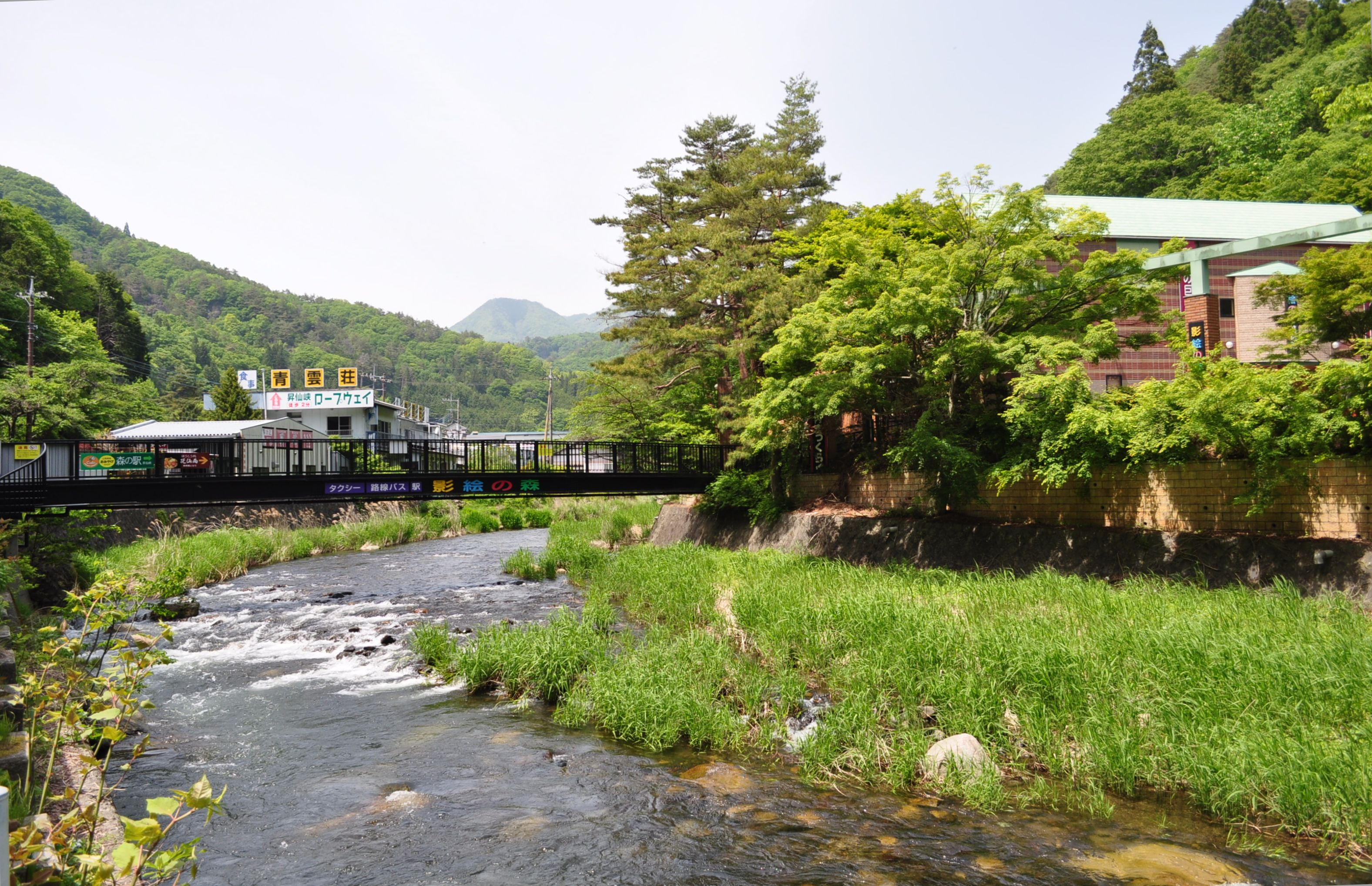
荒川と昇仙峡影絵の森美術館（2018年5月16日撮影）
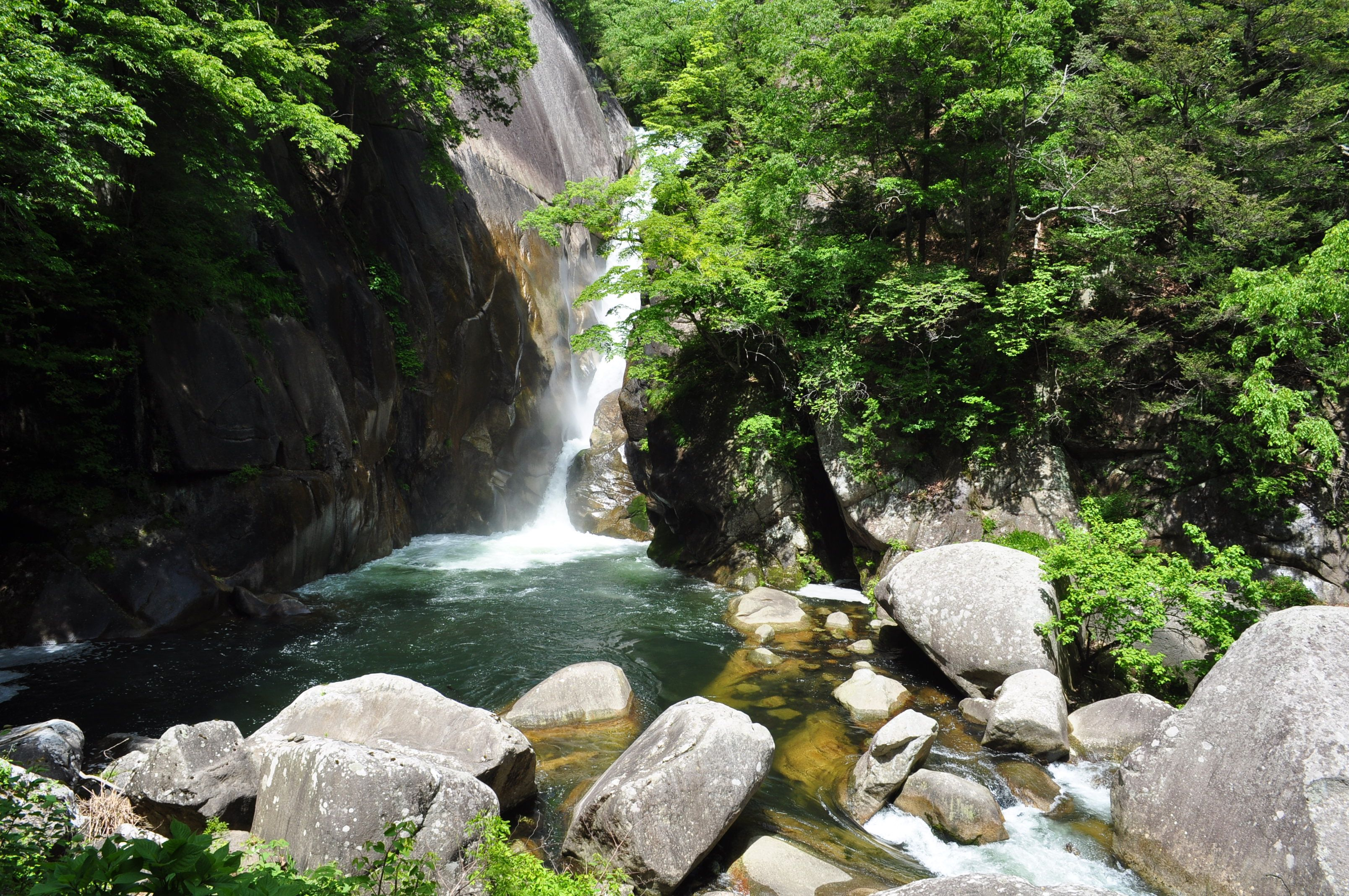
荒川と仙娥滝（2018年5月16日撮影）
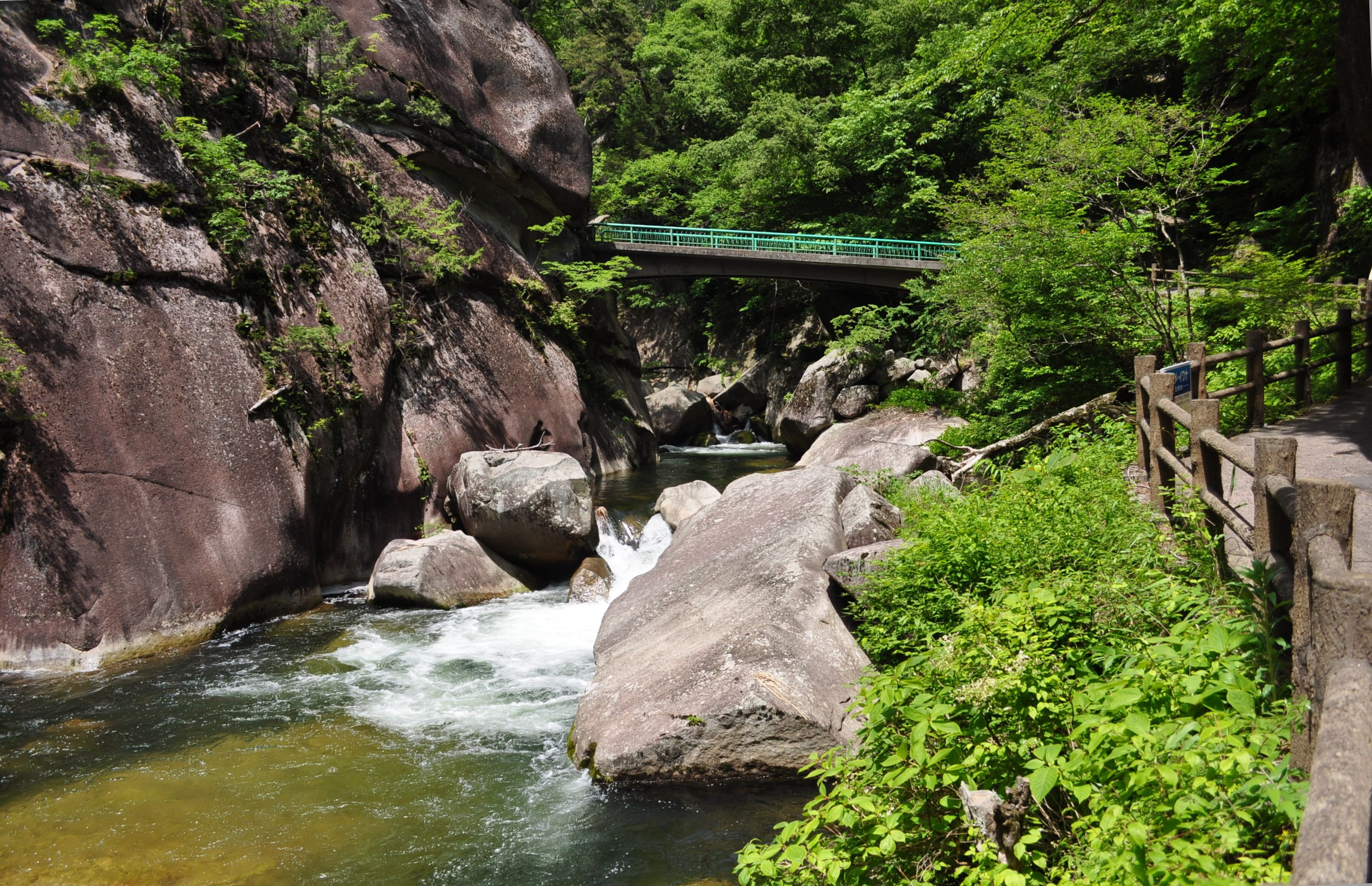
荒川と昇仙橋（2018年5月16日撮影）

## 流域の自治体
山梨県
- 甲府市、甲斐市

## 主な支流
- 亀沢川
- 帯那川 - 上流に千代田湖がある。
- 相川 - 上流に積翠寺温泉がある。川筋には竜ヶ池（竜華池）がある。
- 貢川

## 荒川を渡る主な橋梁
- 千松橋（穂坂路）
- 音羽橋（甲府市道高畑町昇仙峡線）
- 富士見大橋（甲府市道愛宕町下条線）
- 名称不明（中央本線）
- 長松寺橋（飯田通り）
- 新荒川橋（アルプス通り）
- 荒川橋（美術館通り）

荒川橋の旧称は「安良川橋」で、明治時代初期の1873年（明治6年）に山梨県令・藤村紫朗が赴任すると、藤村はその年の6月に甲州街道を初めとする主要街道の整備に着手し、この時に荒川橋の改修が行われている。
- 飯豊橋（昭和通り）
- 千秋橋（国母通り）
- 新平和橋
- 彩火橋（甲府バイパス）
- 万才橋（伊勢通り）
- 名称不明（中央自動車道）
- 名称不明（新山梨環状道路）